# Евсевий (Политыло)
Митрополи́т Евсе́вий (укр. Митрополит Євсевій, в миру Виталий Петрович Политыло (укр. Віталій Петрович Політило); 12 июля 1928 — 24 октября 2012) — архиерей Украинской православной церкви Киевского патриархата; епископ Полтавский и Кременчугский, митрополит Ровенский и Острожский.

## Биография
Родился в православной набожной семье служащего. После окончания средней школы поступил в Ленинградскую духовную семинарию (1950-1954). Затем в 1954—1958 годах учился в Ленинградской духовной академии, которую успешно окончил и защитил кандидатскую диссертацию «Святой Димитрий Ростовский как богослов-догматист».
17 июля 1949 года рукоположен в сан диакона, а 15 октября того же года в сан священника архиепископом Львовским Макарием (Оксиюком). Двадцать восемь лет, с 1965 по 1993 год, был настоятелем Свято-Успенской церкви Львова. В 1975-1978 года проходил церковное служение в Канаде: секретарь епископа, управляющего Патриаршими приходами в Канаде и США. Редактор журнала «Канадський православний вісник». С 1979 по 1985 — секретарь Львовско-Тернопольского епархиального управления. Многие его материалы печатаются в журнале «Православний вісник».
Поддержал движение за автокефалию Украинской православной церкви. 5 июня 1990 года Всеукраинский собор УАПЦ принял решение о создании во Львове духовной семинарии, ректором которой был избран протоиерей Виталий Политило. После объединительного собора сторонников Филарета (Денисенко) и УАПЦ, состоявшегося в июне 1992 года, духовная семинария оказалась в юрисдикции УПЦ КП. После фактического отделения УАПЦ от Киевского Патриархата в 1993 году семинария осталась в составе Киевского Патриархата. 11 декабря 1996 года в связи с преобразованием Львовской духовной семинарии в Львовскую духовной академию был назначен ректором последней, а 20 октября 1999 года указом Патриарха Киевского и всей Руси-Украины Филарета ему было присвоено учёное звание доцента.
29 июня 2002 года постановлением Священного Синода УПЦ Киевского Патриархата протоиерею Виталию Политыло определено быть епископом Полтавским и Кременчугским по пострижении в монашество. 5 июля 2002 года в Свято-Михайловском Златоверхом монастыре в Киеве епископом Переяслав-Хмельницким Димитрием (Рудюком) пострижен в монашество с именем Евсевий в честь священнромученика Евсевия, епископа Самосатского. 6 июля 2002 года после всенощной во Владимирском кафедральном соборе города Киева состоялось наречение иеромонаха Евсевия (Политило) во епископа Полтавского и Кременчугского, которое совершили: Патриарх УПЦ КП Филарет (Денисенко), митрополит Львовский и Сокальский Андрей (Горак), митрополит Луцкий и Волынский Иаков (Панчук), архиепископ Черновицкий и Кицманский Варлаам (Пилипишин), архиепископ Белгородский и Обоянский Иоасаф (Шибаев), епископ Переяслав-Хмельницкий Димитрий (Рудюк). 7 июля 2002 года там же тем же иерархами рукоположен во епископа Полтавского и Кременчугского.
12 июля 2003 года был возведён в сан архиепископа, а 22 октября 2004 года — митрополита. Удостоен высших УПЦ КП наград: ордена св. равноапостольного князя Владимира Великого III степени (2004), ордена Христа Спасителя (2004) И ордена святого Георгия Победоносца (2006).
14 декабря 2005 назначен митрополитом Ровенским и Острожским, управляющим Ровенско-Острожской епархией. 23 января 2012 года уволен на покой по состоянию здоровья.
Скончался 24 октября 2012 года во Львове около 9 часов утра после продолжительной болезни. На тот момент являлся старейшим по возрасту иерархом Киевского патриархата.